# 52589 Montviloff
52589 Montviloff è un asteroide della fascia principale. Scoperto nel 1997, presenta un'orbita caratterizzata da un semiasse maggiore pari a 2,3329321 UA e da un'eccentricità di 0,1366240, inclinata di 3,71007° rispetto all'eclittica.